# Bruce Humberstone
H. Bruce Humberstone (ur. 18 listopada 1901 w Buffalo, zm. 11 października 1984 w Los Angeles) – amerykański reżyser filmowy.

## Filmografia
- 1924 The City of Stars
- 1934 Merry Wives of Reno
- 1937 Charlie Chan at the Olympics
- 1942 To the Shores of Tripoli
- 1944 Pin Up Girl (Dziewczyna z plakatu)
- 1950 South Sea Sinner
- 1955 Ten Wanted Men
- 1962 Medison Avenue

## Wyróżnienia
Ma swoją gwiazdę w hollywoodzkiej Alei Gwiazd. Był także nominowany do nagrody Złotej Palmy.